# Folkston
Folkston é uma cidade localizada no estado americano de Geórgia, no Condado de Charlton.

## Demografia
Segundo o censo americano de 2000, a sua população era de 2178 habitantes.
Em 2006, foi estimada uma população de 3247, um aumento de 1069 (49.1%).

## Geografia
De acordo com o United States Census Bureau tem uma área de
9,3 km², dos quais 9,3 km² cobertos por terra e 0,0 km² cobertos por água. Folkston localiza-se a aproximadamente 29 m acima do nível do mar.

## Localidades na vizinhança
O diagrama seguinte representa as localidades num raio de 36 km ao redor de Folkston.